# Alkalózis
Alkalózis (lúgosság, lúgvérűség) olyan kóros állapot, amelyet a szervezet sav-bázis egyensúlyának felborulása okoz. Ilyenkor a testnedvekben lecsökken a sav mennyisége, és a kémhatás a lúgos értékek felé tolódik el. Akkor beszélünk alkalózisról, mikor a vér pH értéke 7,45 fölé emelkedik (normálisan ez 7,35 – 7,45 között van). A 7,7 fölötti érték rendszerint halálos.
Beszélhetünk respiratórikus és metabolikus alkalózisról. Respiratórikus alkalózis akkor áll be, amikor a kilégzés során túl sok szén-dioxid távozik, általában hiperventiláció esetén. Ha túl nagy a H+-ion veszteség akkor metabolikus alkalózisról beszélünk. Ez beállhat gyakori hányás, diurézis, vesebántalmak stb. során.

## Típusok
- Légzési alkalózis
- metabolikus alkalózis

## Kiváltó okok
A légzési alkalózis fő kiváltó oka a hiperventiláció, ami szén-dioxid-veszteséget eredményez. Ennek főként pszichogén okai lehetnek, például félelemre vagy fájdalomra adott reakció, vagy előfordulhat tetánia, vagy Rett-szindróma esetén.
A szén-dioxid-veszteséget kiegyenlítő, stabilizáló mechanizmusok közül kiemelhető a szénsav puffer köztes termékeinek a megnövekedett lebomlása hidrogénionokká, és az ehhez kapcsolódó szénsavfogyasztás, mindkettő csökkentené a vér pH-ját.
A metabolikus alkalózis elhúzódó ideig tartó hányás miatt jelentkezhet, ami a gyomortartalom sósavtartalmát jelentősen csökkenti. A súlyos kiszáradás, valamint lúg fogyasztása a másik kiváltó ok, de okozhatják a vese működési zavarai, vagy a rosszul végzett dialízis. Különleges esetekben vízhajtók és endokrin rendellenességek (Cushing-szindróma) okozhatnak alkalózist.
A metabolikus alkalózist kompenzáló mechanizmus a tüdő lassú lélegzetvételével igyekszik növelni a szérum CO2-t, ami a légzési acidózis állapota felé tereli a szervezetet. Ahogy a légzési acidózisnál is életbe lép a metabolikus fázisát kompenzáló mechanizmus és fordítva, a két állapot között lágy egyensúly kialakulása figyelhető meg.

## Komplikációk
A metabolikus alkalózist általában hypokalaemia, vagyis a kálium mennyiségének csökkenése kíséri, ami pl. izomgyengeséggel, izomfájdalmakkal (myalgia), izomgörccsel (kiváltó oka a harántcsíkolt izmok zavaros működése), és székrekedéssel jár (a kiváltó ok hasonló, csak a simaizmok esetében).
A hypokalaemia mellett hypocalcemia, azaz a kalcium szintjének csökkenése is kialakulhat. Ahogy nő a vér pH értéke, a vérfehérjék egyre jobban kezdenek anionokká ionizálódni. Ekkor a vérben lévő szabad kalcium a fehérjékhez kötődik, ami súlyosbodva tetániát (alkalikus tetánia) okozhat.